# 1914 en musique
| \| • Retour à la chronologie générale de la musique populaire • \| |
| XXIe siècle • XXe siècle • XIXe siècle • XVIIIe siècle XVIIe siècle • XVIe siècle • XVe siècle • XIVe siècle XIIIe siècle • XIIe siècle • XIe siècle • Xe siècle IXe siècle • VIIIe siècle • Haut Moyen Âge • Rome • Grèce |
| • Retour à la chronologie générale de la musique populaire • |

| • Retour à la chronologie générale de la musique populaire • |

| Années de la musique populaire : 1911 - 1912 - 1913 - 1914 - 1915 - 1916 - 1917    |
| Décennies de la musique populaire : 1880 - 1890 - 1900 - 1910 - 1920 - 1930 - 1940 |

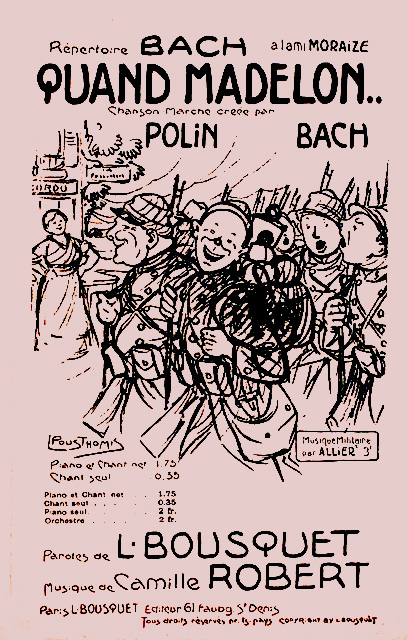
Partition de Quand Madelon..., illustration de Léon Pousthomis.

Cet article présente les faits marquants de l'année 1914 en musique.

## Évènements
- 13 février : L'American Society of Composers, Authors and Publishers (ASCAP) est créée pour protéger les droits établis en vertu de la loi fédérale sur le copyright. Le compositeur Victor Herbert est nommé premier président[1].
- 9 janvier : L’archevêque de Paris condamne le tango.
- 6 mars : Felix Arndt enregistre Desecration Rag (A Classical Nightmare)[1].
- 19 mars : Le comique troupier Bach crée Quand Madelon... à Paris sur la scène du café-concert de l'Eldorado[2].
- Mars : L'Original Creole Orchestra de La Nouvelle-Orléans, comprenant le contrebassiste Bill Johnson, le clarinettiste George Baquet et le cornettiste Freddie Keppard, entame une tournée dans les théâtres de vaudeville américains qui l’emmène à Chicago et sur la côte ouest des États-Unis, préparant le terrain pour l'ère du jazz[1].
- 15 et 24 juillet : premiers enregistrements de The Memphis Blues de W. C. Handy par le Victor Military Band[1] et le Prince's Orchestra[3].
- 13 août : It's a Long Way to Tipperary est chantée par les Connaught Rangers traversant Boulogne-sur-Mer[4].
- W. C. Handy publie la partition de St. Louis Blues[5].
- La Caissière du Grand Café, chanson écrite par Louis Bousquet et Louis Izoird.
- La Chanson de Katyusha est composée par Shinpei Nakayama.

## Naissances
- 2 août : Félix Leclerc, auteur-compositeur-interprète, poète, écrivain québécois († 8 août 1988).
- 12 août : Luis Mariano, chanteur d’opérette ténor basque espagnol († 13 juillet 1970).
- 30 mars : Sonny Boy Williamson I, harmoniciste de blues américain († 1er juin 1948).
- 9 mai : Hank Snow, chanteur canadien de musique country († 20 décembre 1999).
- 21 novembre : Abdelkrim Dali, chanteur et musicien algérien de style gharnati et hawzi († 21 février 1978).